# FIFA World Player of the Year 2002
L’edizione 2002 del FIFA World Player, 12ª edizione del premio calcistico istituito dalla FIFA, fu vinta dal brasiliano Ronaldo (Inter / Real Madrid) e dalla statunitense Mia Hamm (Washington Freedom).
A votare furono 147 commissari tecnici per la graduatoria maschile e 77 per quella femminile.